# São Romão (Minas Gerais)
São Romão est une municipalité brésilienne de l'État du Minas Gerais et la microrégion de Pirapora.